# Gynoplistia gloriosa
Gynoplistia gloriosa är en tvåvingeart som beskrevs av Alexander 1978. Gynoplistia gloriosa ingår i släktet Gynoplistia och familjen småharkrankar. Inga underarter finns listade i Catalogue of Life.